# Queige
Queige ist eine Gemeinde mit 901 Einwohnern (Stand 1. Januar 2022) im französischen Département Savoie in der Region Auvergne-Rhône-Alpes. Sie gehört zum Kanton Ugine im Arrondissement Albertville.

## Geographie

### Lage
Queige liegt in den Westalpen im Beaufortain-Massiv am Flüsschen Doron, etwa 60 Kilometer südsüdöstlich der Stadt Genf und 46 Kilometer ostnordöstlich der zugehörigen Präfektur Chambéry (beides Luftlinie). Die Nachbargemeinden sind (von Norden beginnend im Uhrzeigersinn) Ugine, Villard-sur-Doron, Beaufort, Tours-en-Savoie, Albertville, Venthon, Césarches und  Marthod.

### Topographie
Die Gemeinde umfasst den unteren Talabschnitt des Doron, der im Wesentlichen westwärts fließt und im Bereich des eigentlichen Ortskerns eine Biegung nach Süden macht. Das Bergdorf liegt auf 585 m nur wenig oberhalb des Flusses, während auf den steilen Flanken des alpinen Erosionstals weitere Weiler und Häuser verstreut sind. Die Gemeindegrenze folgt im Süden und Norden den Gipfelketten oberhalb der Talflanken, und der Gemeindeboden erreicht in der Nähe des 2460 m hohen Mont Mirantin seinen höchsten Punkt. Wälder haben einen Anteil von 75 % an der Landbedeckung der Gemeindefläche, gefolgt von baumlosen Hochgebirgslandschaften mit 10 %, Wiesen mit 9 % und landwirtschaftlichen Flächen mit 5,6 %.

### Gemeindegliederung
Queige ist eine Streusiedlung mit einer Reihe weiterer Weiler und Gehöfte, darunter:
- La Forclaz auf 870 m an der gleichnamigen Passstraßenverbindung (Col de la Forclaz) mit Ugine;
- Grange Neuve, Outréchenay, la Ville, le Mont, Champ Fleuri, Champ Gilbert, la Poyat, Villaricol, Villaret und Aréchettaz in der Nordflanke;
- Bonnecine im Talboden flussaufwärts von Queige;
- les Prazes, Molliessoulaz, Maroland, la Chenat, les Pointières, la Moyette und les Roëngers in der Südflanke.

## Bevölkerungsentwicklung
Mit 901 Einwohnern (Stand 1. Januar 2022) gehört Queige zu den kleinen Gemeinden Savoyens.
| Jahr                       | 1800 | 1836 | 1866 | 1901 | 1921 | 1946 | 1962 | 1982 | 1990 | 1999 | 2006 | 2011 |
| Einwohner                  | 1554 | 1647 | 1481 | 1202 | 1100 | 972  | 936  | 642  | 716  | 735  | 835  | 846  |
| Quellen: Cassini und INSEE |      |      |      |      |      |      |      |      |      |      |      |      |

## Geschichte
Der Ortsname wird auf den römischen Namen Caius zurückgeführt, bei dem sich später das «Qu» etablierte, um den k-Laut zu erhalten. Queige wurde 1170 als Quegium schriftlich erwähnt und bildete zu der Zeit eine kleine Herrschaft, die zu den Besitztümern der Herren von Beaufort gehörte. Jene verpfändeten 1271 ihren Besitz an die Herren von Faucigny, und mit dem Vertrag von Paris (1355) gelangte die Gegend an die Grafen von Savoyen.

## Sehenswürdigkeiten
Die dreischiffige Pfarrkirche Sainte-Agathe von Queige wurde 1674 geweiht und ersetzte ein älteres, weiter talwärts gelegenes Kirchgebäude. Dabei wurde der Wehrturm des ehemaligen Herrschaftssitzes als Chor und Glockenturm integriert, indem eine an den ungewöhnlichen Grundriss von 8,7 m × 10,3 m angepasste Turmspitze aufgesetzt und Fenster mit romanischen Bögen eingesetzt wurden. Trotzdem blieb äußerlich ein starker Kontrast zwischen dem massiven, aus Stein gemauerten Wehrturm und dem notdürftig angebauten Kirchsaal sichtbar. Die Entchristianisierung während der Französischen Revolution führte zur Zerstörung der Turmspitze, die danach durch ein flacheres Schieferdach ersetzt wurde.
Bedingt durch die großen Höhenunterschiede und witterungsanfälligen Wege zur Pfarrkirche im Ortskern entstanden im 18. und 19. Jahrhundert in vielen der Weilersiedlungen eigene Kapellen, darunter in Bonnecine, Champs Gilbert, Molliessoulaz, Outréchenay, les Pointièrez und les Roëngers.

## Wirtschaft und Infrastruktur
Queige ist noch heute ein vorwiegend durch die Landwirtschaft und Alpwirtschaft geprägtes Dorf. Daneben gibt es einige Betriebe des lokalen Kleingewerbes. Der Großteil der Erwerbstätigen sind jedoch Wegpendler, die in den größeren Ortschaften der Umgebung ihrer Arbeit nachgehen. Trotz der schönen Lage als Bergdorf mit Erhebungen weit über 2000 m besitzt Queige keine Wintersportanlagen oder andere touristische Einrichtungen. Ein kleiner Campingplatz am Ufer des Doron bietet Übernachtungsmöglichkeiten.
In Queige befindet sich eine staatliche école primaire.

### Verkehr
Queige liegt an der Departementsstraße D925, die durch das Tal des Doron von Albertville nach Beaufort führt und es über den Pass von Roselend mit dem Hochtal der Isère verbindet. Eine in Queige abzweigende Nebenstraße führt durch den Ortskern und weiter über den Col de la Forclaz nach Ugine. In rund 9 km Entfernung bietet die Stadt Albertville sowohl einen Autobahnanschluss an die A430 als auch einen SNCF-Bahnhof mit TGV-Verbindungen. Als Flughäfen in der Region kommen Genf (90 km), Chambéry-Savoie (70 km) sowie Lyon-St-Exupéry (150 km) in Frage.